# Parco della Ronza
Il parco della Ronza è una vasta area verde che si trova tra le città di Enna e Piazza Armerina, e dista 8 km da quest'ultima. Fa parte della Riserva naturale orientata Rossomanno-Grottascura-Bellia.

## Caratteristiche
Il parco di Ronza, gestito dall'azienda demaniale delle foreste, contiene un vivaio forestale e si estende lungo la strada statale 117 Enna - Piazza Armerina; è una delle maggiori aree attrezzate della Sicilia, capace di ospitare anche centinaia di persone.
Il vivaio è dotato di biblioteca ambientale e di erbario.
Il parco è ricchissimo di varie piante, soprattutto eucalyptus endogeni, d'importazione; quest'ampio territorio fu rimboschito a eucaliptus con lo scopo di avviare un'industria di produzione della carta, ma solo gli eucalipti australiani, quelli "puri", sono adatti a produrre carta di qualità perciò il progetto fu abbandonato.
La Ronza costituisce una delle migliori aree verdi attrezzate dell'entroterra siciliano; il parco dispone di grandi spazi in cui la vegetazione è meno fitta e il terreno pianeggiante, dove sono stati allestiti siti adatti al pic nic, dotati di decine di barbecue all'aperto e di centinaia di tavoli con sedili, panche rustiche di legno, tavolini, fontane, voliere e chiudende ove pascolano cinghiali, daini, istrici. 
All'interno del parco della Ronza sono presenti: un'area ludica fornita di parco giochi, una grande gabbia per volatili, un'ampia recinzione entro la quale vivono esemplari di lama delle Ande e caprette tibetane, una zona con giochi a effetti ottici, un parcheggio principale e servizi di vario genere.
Il parco era raggiunto e attraversato interamente dalla ferrovia a scartamento ridotto Dittaino-Piazza Armerina, ben inserita nel paesaggio e aveva una stazione proprio all'ingresso del parco.
Nell'anno 2016 il parco della Ronza venne interdetto al pubblico in seguito a un incendio che nell'estate di quell'anno distrusse gran parte della vegetazione.